# يحيى بن سعيد الأموي
يحيى بن سعيد بن أبان بن سعيد بن العاص بن أمية بن عبد شمس بن عبد مناف، (114 هـ - 194 هـ) أحدُ رواة الحديث حمل المغازي عن محمد بن إسحاق، سكن بغداد، ويلقب بالجمل، له عدة إخوة. وهو والد سعيد بن يحيى الأموي صاحب المغازي. مات سنة أربع وتسعين ومائة.

## إخوته
كان له أخ إسمه محمد ومات قبله بسنة. وأخوهما عبيد: يروي عن إسرائيل وجماعة. وأخوهم عبد الله بن سعيد: لغوي شاعر. وأخوهم الخامس عنبسة: يروي عن ابن المبارك، وطائفة، وهو أصغرهم. ولهم أخ سادس سمع زهير بن معاوية ومفضل بن صدقة. ذكرهم الدارقطني.

## روايته للحديث النبوي
- روى عن: يحيى بن سعيد الأنصاري، وهشام بن عروة، ويزيد بن عبد الله بن أبي بردة، والأعمش، وإسماعيل بن أبي خالد، وسفيان الثوري، وخلق كثير.[1]
- حدث عنه: أحمد بن حنبل، وسريج بن يونس، وولده سعيد بن يحيى، وحميد بن الربيع، وخلق.[1]

## أقوال العلماء فيه
هذه جملة من أقوال العلماء فيه:
- استنكر أبو جعفر العقيلي له حديثا.
- ذكره أبو حاتم بن حبان البستي في الثقات.
- ذكره أبو حفص عمر بن شاهين في الثقات.
- قال أبو دواد السجستاني: «لا بأس به، ثقة».
- قال أبو عيسى الترمذي: «يهم في الحديث».
- قال أحمد بن حنبل: «كان يصدق وليس بصاحب حديث، ومرة: لم يكن له حركة في الحديث، ومرة: ليس به بأس».
- قال أحمد بن شعيب النسائي: «ليس به بأس».
- قال ابن حجر العسقلاني: «صدوق يغرب، ومرة: ذكره العقيلي بلا حجة».
- قال الدارقطني: «ثقة».
- قال الذهبي: «الحافظ، ثقة يغرب عن الأعمش».
- قال محمد بن سعد كاتب الواقدي: «ثقة قليل الحديث».
- قال محمد بن عمار الموصلي: «ثقة».
- قال مصنفوا تحرير تقريب التهذيب: «ثقة، وهذا شيخ كثير الحديث، كما ذكر ابن سعد، فكان ماذا؟».
- قال يحيى بن معين: «هو من أهل الصدق، ليس به بأس، ومرة: ثقة».
- قال يعقوب بن سفيان الفسوي: «ثقة».